# بخش پورنیا (هند)
بخش پورنیا (به انگلیسی: Purnia district) یک منطقهٔ مسکونی در هند است که در بخش پورنیا واقع شده‌است. بخش پورنیا ۳٬۲۲۹ کیلومتر مربع مساحت و ۳٬۲۶۴٬۶۱۹ نفر جمعیت دارد.